# Ivo Vajgl
Ivo Vajgl, slovenski novinar, diplomat in politik, * 3. marec 1943, Maribor. 

## Življenjepis
Ivo Vajgl je diplomiral na Biotehniški fakulteti v Ljubljani. Kot študent se je ukvarjal z novinarstvom, bil je urednik študentskih časopisov Katedra in Tribuna.
Svojo poklicno novinarsko pot je začel kot dopisnik agencije Tanjug za Slovenijo, nadaljeval kot dopisnik RTV Ljubljana in Dela v Trstu ter kot dopisnik Tanjuga v Bonnu, kjer je bil dvakrat izvoljen za predsednika Združenja tujega tiska.  
Diplomatsko kariero je začel kot generalni konzul SFRJ v Clevelandu, nato pa je bil slovenski veleposlanik na Švedskem ter vseh nordijskih in baltskih državah, v Avstriji, kjer je bil tudi vodja slovenske misije OVSE na Dunaju, nazadnje pa je bil veleposlanik v Nemčiji. Leta 2004 je bil izvoljen za zunanjega ministra v vladi Toneta Ropa, nato je bil svetovalec za zunanje zadeve predsednika države Janeza Drnovška do konca njegovega mandata.
Trikrat je bil izvoljen za poslanca, najprej leta 2008 v državni zbor na listi stranke Zares, nato pa še dvakrat v Evropski parlament, na volitvah 2009 na listi Zares in na volitvah 2014 DeSUS. Kot poslanec državnega zbora je vodil odbor za zunanjo politiko, kot evropski poslanec pa je bil član odbora za zunanje zadeve Evropskega parlamenta. 
Avgusta je napovedal kandidaturo na volitvah za predsednika republike 2022.

### Evropski poslanec
Deloval je v liberalni parlamentarni skupini ALDE, bil pa je član Evropske Demokratske Stranke. Prvič je bil v Evropski parlament izvoljen junija 2009 na listi stranke Zares, za drugi mandat funkcije evropskega poslanca pa je bil 2014 izvoljen na listi stranke DeSUS. Na volitvah v Evropski parlament 2019 ni kandidiral. V mandatu 2014-2019 je bil član politične skupine ALDE - Zavezništva liberalcev in demokratov za Evropo v Evropskem parlamentu.
Ivo Vajgl je bil poleg Tanje Fajon omenjen v seznamu Reliable allies in the European Parliament [Zanesljivi zavezniki v Evropskem parlamentu] (2014 – 2019), ki ga je za Open Society Foundation pripravila svetovalna družba Kumquat Consult in jih je razkrila hekerska skupina DCLeaks. Po razkritju dokumentov so se v nekaterih slovenskih medijih razširile navedbe, ki so Vajgla in Fajon označevale za »Soroševa plačanca«. Glede njune pritožbe nad neustreznim poročanjem je Novinarsko častno razsodišče leta 2017 ugotovilo, da so novinarji in urednika medijev kršili Kodeks novinarjev Slovenije.
Med drugim je bil poročevalec Evropskega parlamenta za Severno Makedonijo, poročevalec svoje politične skupine za Hrvaško, Srbijo in Črno goro ter vodja platforme za dialog EU-Katalonija. Bil je tudi namestnik predsednika parlamentarne skupine za vprašanja starejših in invalidov, ter aktivni član skupin za sodelovanje s Palestino in Izraelom ter vodja skupine prijateljstva z Zahodno Saharo. Za svoje delo na mednarodnem področju je prejel eno najvišjih odlikovanj Katalonske vlade Križ sv. Jurija (»Creu de Sant Jordi«), za svoj prispevek k politiki miru in varnosti je prejel nagrado italijanskega laboratorija Giovanni Losardo Zlati Galeb (»Gabbiano d'Oro«) in posebno priznanje predsednika Zahodne Sahare Mohameda Abdelaziza.

#### Član:
- Odbora za zunanje zadeve (AFET)
- Delegacije pri stabilizacijsko-pridružitvenem parlamentarnem odboru EU-Srbija (D-RS)

#### Nadomestni član:
- Odbora za zaposlovanje in socialne zadeve (EMPL)
- Delegacije za odnose s palestinskim zakonodajnim svetom (DPLC)
- Delegacije za odnose z državami Mašreka (DMAS)
- Delegacije v parlamentarni skupščini Unije za Sredozemlje (DMED)

V času svojega političnega delovanja bil je član več političnih strank: ZKS, Demokratične unije, LDS (do 2007), Zares (do januarja 2014), DeSUS (do novembra 2019).

### Zasebno
Ivo Vajgl je ljubitelj umetnosti, govori angleško, nemško, italijansko, francosko in jezike narodov nekdanje SFRJ. Poročen je z redno profesorico harfe na Akademiji za glasbo v Ljubljani Mojco Zlobko Vajgl in je oče treh sinov. Eden izmed teh je Jan Vajgl, levo usmerjeni politični aktivist in član socialistične mladinske organizacije Iskra.